# František Šterc
František Šterc (Šlapanice, 27 gennaio 1912 – 31 ottobre 1978) è stato un calciatore cecoslovacco, di ruolo centrocampista.